# Edificio del Ministerio de Hacienda y Comercio
El Edificio del Ministerio de Hacienda y Comercio es un edificio gubernamental ubicado en Lima, capital del Perú. Es la sede del Ministerio Público de Perú.

## Historia
El edificio fue construido en 1952, durante el Ochenio de Odría, y es obra del arquitecto Guillermo Payet, quien concibió el diseño acorde al movimiento moderno, ocupando toda una manzana de la avenida Abancay, en el momento de su ensanche.
La buena pro de la licitación para la construcción del edificio fue otorgada en diciembre de 1949 a la firma Gramonvel S. A. por el presupuesto de 25 millones de soles, y con un plazo de ejecución de 24 meses.
Su exterior está decorado en mármol, con una serie de bajorrelieves en el frontal, obra de Artemio Ocaña y de Luis Felipe Agurto Olaya. El interior, en el nivel de ingreso que da a la avenida principal, posee un mural de Teodoro Núñez Ureta en el vestíbulo.
Durante las protestas de 2022 contra el gobierno de Dina Boluarte, el edificio fue atacado en distintas ocasiones por los manifestantes.

## Galería

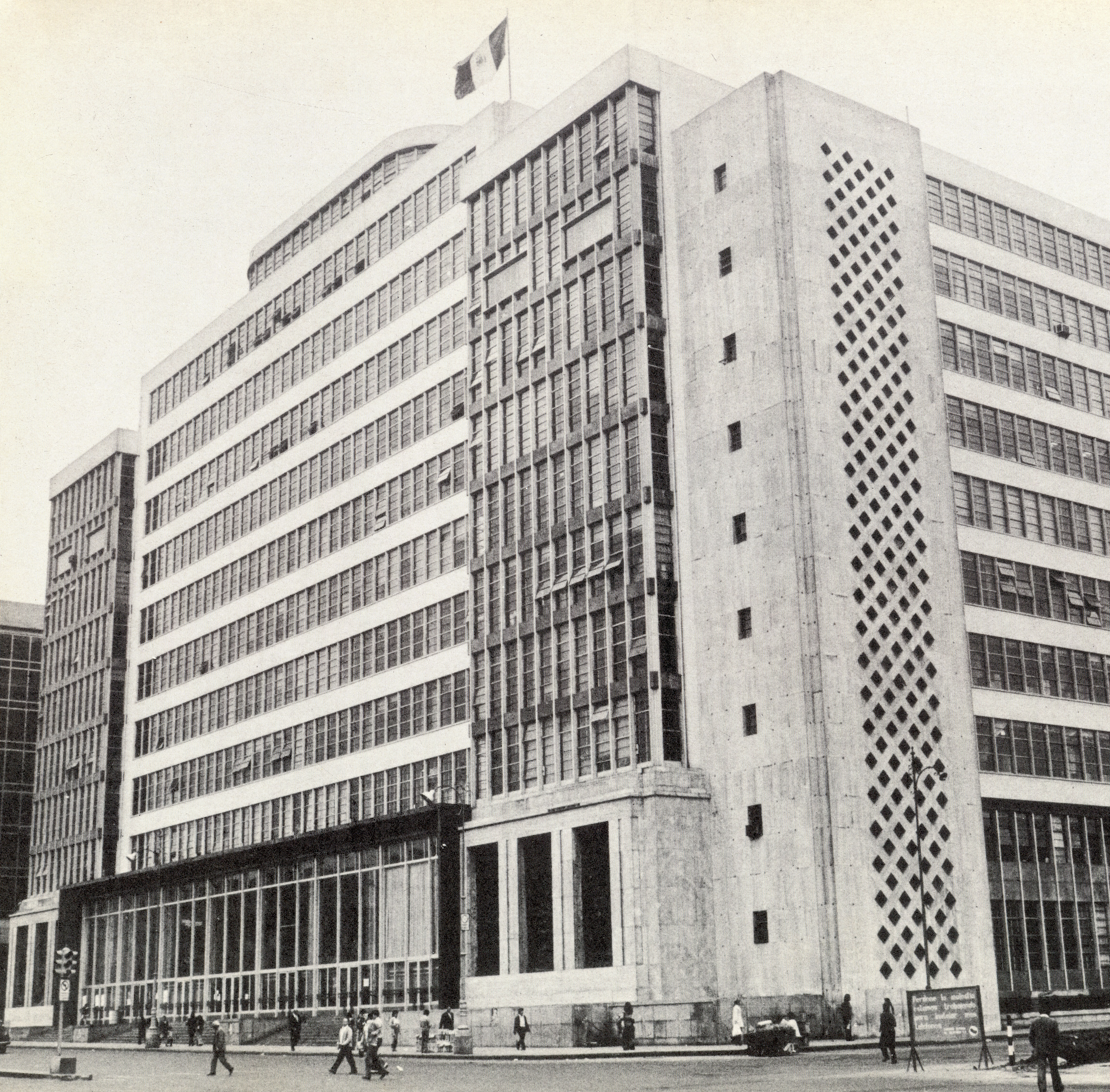
El edificio en 1954
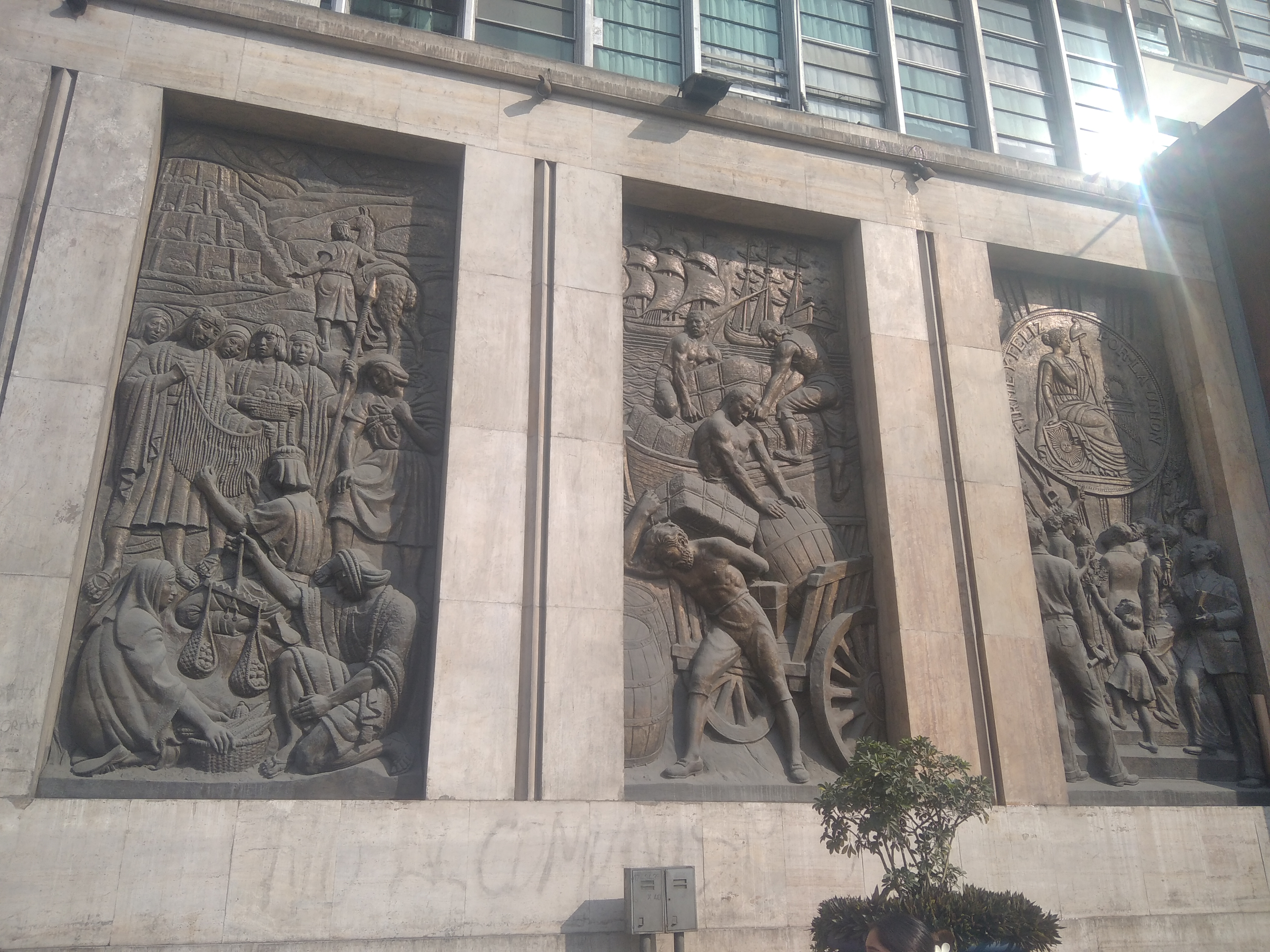
Bajorrelieves en el frontis, realizadas por Artemio Ocaña
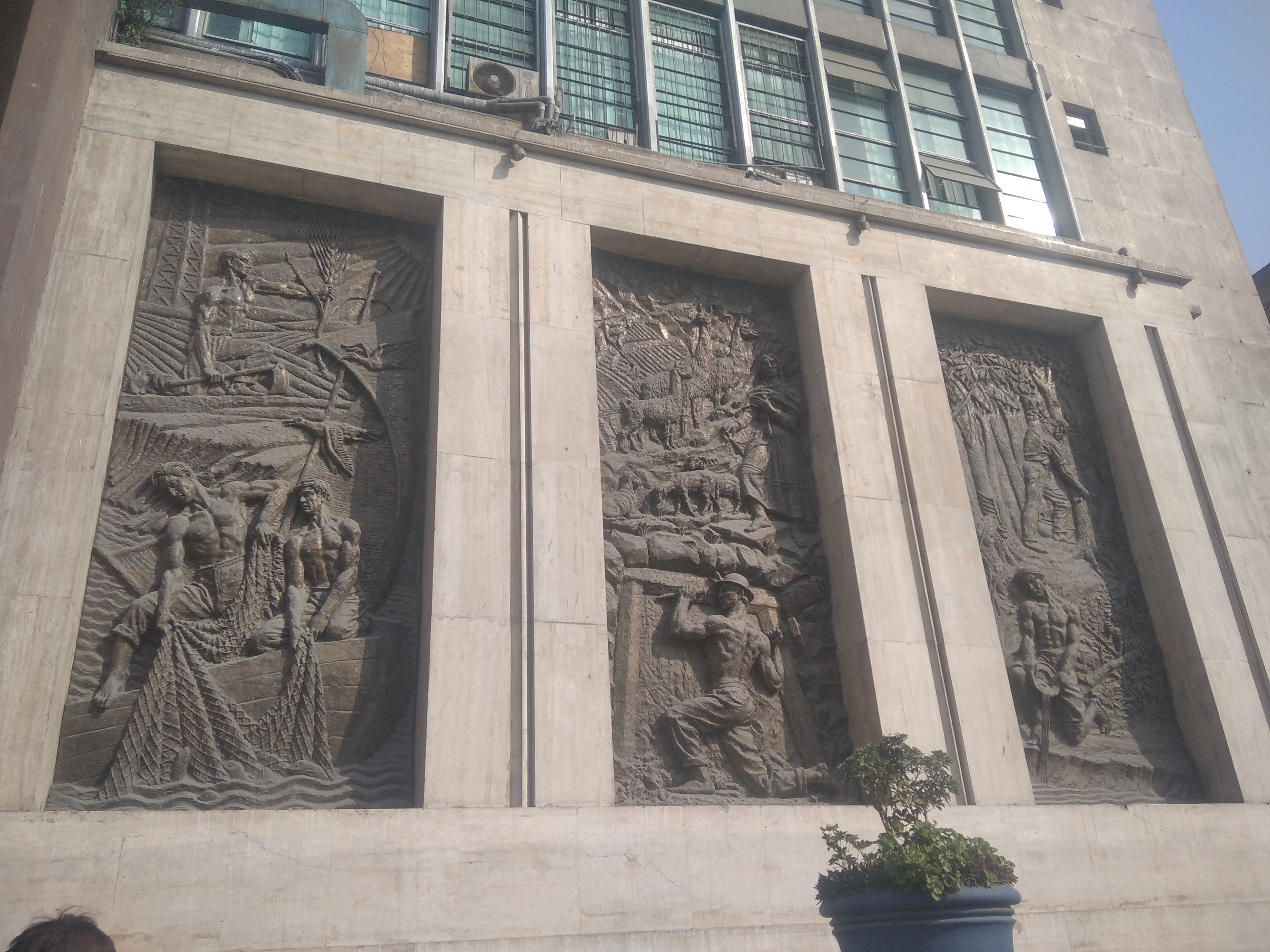
Bajorrelieves en el frontis, realizadas por Luis Agurto Olaya